# Liocranum rutilans
Liocranum rutilans är en spindelart som först beskrevs av Tord Tamerlan Teodor Thorell 1875.  Liocranum rutilans ingår i släktet Liocranum och familjen månspindlar. Inga underarter finns listade i Catalogue of Life.